# Deolin Mekoa
Deolin Quade Mekoa (sinh ngày 10 tháng 8 năm 1993) là một cầu thủ bóng đá người Nam Phi. Anh đại diện Nam Phi ở giải bóng đá tại Thế vận hội Mùa hè 2016.